# 米切爾斯維爾 (伊利諾伊州)
米切爾斯維爾（英語：Mitchellsville）是位於美國伊利諾伊州薩林縣的一個非建制地區。該地的面積和人口皆未知。

## 地理
米切爾斯維爾的座標為37°39′02″N 88°32′16″W / 37.65056°N 88.53778°W，而該地的平均海拔高度為115米（即377英尺）。